# جيمس ميرفي (موسيقي أمريكي)
جيمس ميرفي (بالإنجليزية: James Murphy)‏ هو موسيقي وعازف قيثارة أمريكي، ولد في 30 يوليو 1967 في بورتسموث في الولايات المتحدة.

## وصلات خارجية
- الموقع الرسمي
- جيمس ميرفي على موقع ميوزك برينز (الإنجليزية)
- جيمس ميرفي على موقع أول ميوزيك (الإنجليزية)
- جيمس ميرفي على موقع ديسكوغز (الإنجليزية)